# Buzan (Djaghataïde)
Pour les articles homonymes, voir Buzan (homonymie).
Fils de Duwa Temür, de la dynastie des Djaghataïdes, neveu de Tarmachirin auquel il succède en 1334 sur le Khanat de Djaghataï. 